# Candi (Selomerto)
Candi is een bestuurslaag in het regentschap Wonosobo van de provincie Midden-Java, Indonesië. Candi telt 852 inwoners (volkstelling 2010).